# St. Konrad (Bad Niedernau)

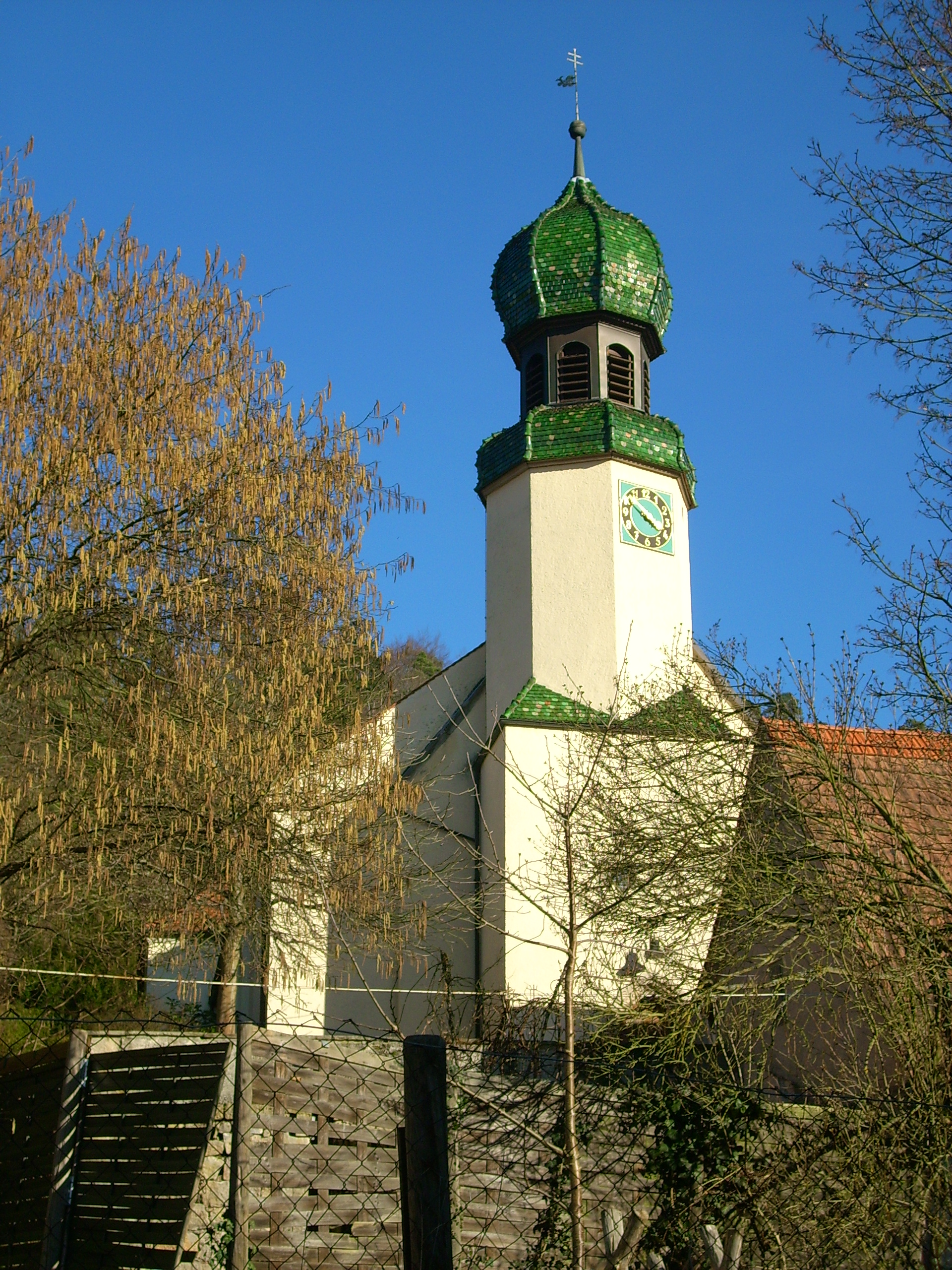
St. Konrad in Bad Niedernau

Die römisch-katholische Pfarrkirche St. Konrad steht in Bad Niedernau, einem Gemeindeteil von Rottenburg am Neckar im Landkreis Tübingen in Baden-Württemberg. Die Kirchengemeinde gehört zum Dekanat Rottenburg der Diözese Rottenburg-Stuttgart. Sie ist beim Landesamt für Denkmalpflege Baden-Württemberg als Baudenkmal eingetragen.

## Beschreibung
Die Kreuzkirche wurde unter Verwendung von Resten des Vorgängerbaus im 18. Jahrhundert erbaut. Sie besteht aus einem Langhaus und einem gerade geschlossenen Chor im Osten, zwischen denen das Querschiff eingefügt ist, und dem Kirchturm im Westen. Der Kirchturm wurde mit einem sechseckigen Geschoss aufgestockt, das die Turmuhr beherbergt, und mit einer Welschen Haube bedeckt, in deren Zwischengeschoss sich der Glockenstuhl befindet.
Zur Kirchenausstattung gehören spätgotische Statuen der Anna selbdritt und des heiligen Sebastian und barocke Statuen der Heiligen Wendelin, Johannes Nepomuk und Konrad von Konstanz.